# Nur nicht aufregen!
Nur nicht aufregen! ist eine deutsche Fernsehkomödie aus dem Jahr 2016. In der Hauptrolle spielt Leonard Lansink einen Versicherungsangestellten, der sich gegen die Widrigkeiten des Lebens zur Wehr setzt.

## Handlung
Der Tag fängt für Paul Schneider, einen gewissenhaften Versicherungsangestellten, schon nicht gut an. Sein Auto ist noch nicht wieder repariert, der Fahrkartenautomat am S-Bahnhof funktioniert nicht und in der Bahn nervt ihn ein Straßenmusikant mit seiner Musik. Prompt wird er beim Schwarzfahren erwischt. Als er in der Bank ankommt, macht sich sein schmieriger Kollege Ingo mal wieder über ihn lustig. Nur mit der neuen Kollegin Luisa kommt er ganz gut aus.
Paul versucht, sich engagiert um die Probleme seiner Kunden zu kümmern, während Ingo eine ruhige Kugel schiebt und lieber mit Kolleginnen und Kundinnen flirtet. Als sich der junge Kunde Kevin als „Sozialschmarotzer“ entpuppt, Paul provoziert und anfasst, muss Paul ihn wegstoßen. Ingo wittert seine Chance, um hieraus Kapital zu schlagen. Paul wird abgemahnt und soll sich des Images wegen bei Kevin entschuldigen. Zusätzlich erfährt Paul, dass die Autoreparatur wesentlich teurer werden soll und er von seiner Bank keinen Kredit erhält – genau von der Bank, die ihn einst mit einem Supersparfonds übers Ohr haute. Paul muss etwas ändern, er will sich gegen die Ungerechtigkeiten zur Wehr setzen.
Er sucht zur Unterstützung die junge Anwältin Aylin auf. Doch das Entschuldigungstreffen bei Kevin und seinen Eltern geht völlig daneben und die interne Anhörung bei der Versicherung hat aus Imagegründen die Kündigung zur Folge. Hier fällt Paul einmal mehr die Doppelmoral der Versicherung auf, die sich am Geld der Kleinen bereichert, wohingegen Solidarität ein Zeichen von Schwäche ist. Dies zu sagen, lässt Paul sich nicht nehmen. Als Paul später auf Kevin trifft, bringt dies die beiden auf das Polizeirevier. Dort treffen sie Jost, den Bankangestellten, der Paul den Kredit verweigert hat. Jost hat seinem Chef ins Gesicht geschlagen, nachdem dieser ihn gefeuert hat, weil er wegen Machenschaften seiner Bank Gewissenskonflikte hatte. Jost hat Informationen, dass die anstehende Wohltätigkeitsveranstaltung genutzt werden soll, um Spenden an der Steuer vorbeizuschleusen; beweisen kann er das allerdings nicht. Bei den Beteiligten (Paul, Jost, Aylin, aber auch Kevin) keimt der Plan, die Wohltätigkeitsveranstaltung zu nutzen, um sich dort Gehör zu verschaffen.
Unterstützt von Pauls Nachbar Timur und durch die zufällige Bekanntschaft zwischen Kevin und einem Türsteher können sich die Vier in das Gebäude der Veranstaltung einschleichen. Ingo ist gemeinsam mit Luisa dort, Ingo biedert sich bei den Chefs an. Paul und die anderen gehen auf die Bühne und prangern das Verhalten der Unternehmen an. Sie werden abgeführt, Ingo jubelt. Am nächsten Tag stellt sich heraus, dass sich die Staatsanwaltschaft eingeschaltet hat. Es liefen bereits strafrechtliche Ermittlungen wegen Steuerhinterziehung, aber nach der Aktion am Vortrag dürften jetzt auch zivilrechtliche Forderungen von den Spendern folgen. Diese stehen jetzt tatsächlich schon vor der Tür der Kanzlei. Alle Beteiligten beschließen, den neuen Mandanten gemeinsam zu helfen.
Aufgrund des Rücktritts des Chefs der Versicherung stehen Umstrukturierungen an. Ingo ist fest davon überzeugt, endlich die Karriereleiter aufzusteigen, doch zu seiner Überraschung muss er erfahren, dass Luisa seine neue Chefin wird und er weiter auf seiner Position bleibt. Paul hingegen trifft in der S-Bahn die Fahrkartenkontrolleurin, zwischen ihnen scheint sich etwas anzubahnen.

## Produktion
Gedreht wurde der Film vom 1. September 2015 bis zum 1. Oktober 2015 in Berlin und Umgebung. Der Film wurde erstmals am 19. Mai 2016 im ZDF ausgestrahlt.

## Rezeption

### Kritiken
Das Lexikon des internationalen Films schreibt: „In der Hauptrolle gut gespielte, ansonsten allzu schlicht konstruierte (Fernseh-)Komödie mit sozialer Botschaft und vereinfacht gestrickten Figuren. Der ungebrochene Griff in die Stereotypen-Kiste macht jeden kritischen Ansatz zunichte.“
Tilmann P. Gangloff beschreibt den Film bei tittelbach.tv, als „anspruchsvolle ZDF-Komödie mit „Wilsberg“-Star Leonard Lansink als Versicherungssachbearbeiter, der nicht länger hinnehmen will, dass sein Arbeitgeber die kleinen Leute betrügt“. Insbesondere Lansinks Rolle wird gelobt: „Die Hauptfigur der Dramödie „Nur nicht aufregen!“ ist eine tolle Rolle, zumal sie Lansink die Möglichkeit gibt, einmal andere Facetten zu zeigen als in der seiner Paraderolle. Wilsberg sagt ja meist nur das Nötigste; der Privatdetektiv steht zwar für bestimmte moralische und humanistische Werte, aber er redet nicht viel darüber.“ Auch wenn die weiteren Rollen nicht so differenziert sind, sei Lansink „umso sehens- und hörenswerter“. Er gibt dem Film insgesamt 4 von 6 möglichen Punkten.

### Einschaltquoten
Die Erstausstrahlung am 19. Mai 2016 sahen 4,81 Millionen Zuschauer, was einen Marktanteil von 16,2 % bedeutete.